# ダイエー鳴子店
ダイエー鳴子店（ダイエーなるこてん）は、かつて愛知県名古屋市天白区久方三丁目に存在したショッピングセンターである。店番号は0708。

## 概要
建物は屋上駐車場付き平屋階建て。ダイエー鳴子ショッパーズプラザとして、愛知県では4店目（今池店・栄店・豊橋店）に開業。その後、ハイパーマートに転換され、2002年9月1日にダイエーに戻った。
開業当初はなごや鳴子ショッパーズプラザという名称だったが、のちにこの名称は公式的に使われなくなり、ダイエー鳴子店の名称を表向きに出していた。

### 閉店
経営再建中のダイエーは2005年2月に全国の53の店舗を閉店することを発表、その中には鳴子店、藤森店等、主力の店舗も含まれていた。その後、2005年9月29日に行われた記者会見で、再生計画で閉店予定だった鳴子店はリストアップされていた11店舗と共に業績回復が見込まれると判断され一旦は閉店を免れた。
しかしその後8年を経て、不採算を理由として、2013年7月31日をもって閉店した。同年秋から冬にかけて、既に建物は解体されている。
跡地は、マンション「ザ・パークハウス相生山」となっている。

## フロア構造
| 階 | フロア概要                       |
| -- | -------------------------------- |
| 1F | 食料品・衣料品・日用品・テナント |
| RF | 屋上駐車場                       |

※屋上階駐車場からの出入口は3か所あった（正面玄関付近・階段のみ、サービスカウンター付近・階段＋エレベーター、西側らんらんランド付近・階段のみ）。かつては、屋上からも入店できる出入口があり、踊り場にゲームコーナーが配置されていた（当時の衣料品コーナー付近）。当時、その出入口の名残を見てとれたが、完全に封鎖されており使用することはできなかった。

## 閉店時の主なテナント
- スガキヤ（ラーメン）
- らんらんらんど（ゲームセンター）
- 焼きたてパンの店 ボンテ（パン）
- ノエル（レディスブティック）
- メガネの和光（めがね）
- アンイングリッシュクラブ（英会話）
- 神戸整体（整体）
- サンホワイト（クリーニング）
- サンバードー（100円ショップ）※ダイエーレジでも精算できる。
- e-nation（貴金属リサイクル）
- 保険ショップ（保険）

かつて存在したテナント
- ドムドムハンバーガー（ハンバーガー）
- ダートコーヒー（カフェ）
- ペガサス（カフェ）
- OMCカード（クレジット）
- あいわ（ペットショップ）
- ウェアーズ（衣料品リサイクル）
- 55ステーション（DPE）
- マルシェ（雑貨）
- リラフィット（フィットネス）
- パソコン市民講座（パソコン教室）
- 日進堂（書店）
- コルドバ（靴）
- 白鳳堂（レコード）
- キャロット（子供服）
- みどり（手芸用品）
- ヒロセ（お好み焼き）
- ビクトリア（カフェ）

## アクセス
- 名古屋市営地下鉄桜通線 相生山駅（1番出口）から徒歩0分。
- 名古屋市営バス 地下鉄相生山バス停または相生山住宅バス停。